# Christopher Weber
Christopher Weber (Dortmund, 5 de octubre de 1991) es un deportista alemán que compite en bobsleigh en las modalidades doble y cuádruple.
Participó en dos Juegos Olímpicos de Invierno, obteniendo una medalla de plata en Pekín 2022, en la prueba cuádruple (junto con Johannes Lochner, Florian Bauer y Christian Rasp), y el octavo lugar en Pyeongchang 2018, en la misma prueba.
Ganó tres medallas en el Campeonato Mundial de Bobsleigh, en los años 2020 y 2021, y una medalla de oro en el Campeonato Europeo de Bobsleigh de 2020.

## Palmarés internacional
| Juegos Olímpicos   | Juegos Olímpicos      | Juegos Olímpicos  | Juegos Olímpicos |
| Año                | Lugar                 | Medalla           | Prueba           |
| ------------------ | --------------------- | ----------------- | ---------------- |
| 2022               | Pekín (China)         | Medalla de plata  | Cuádruple        |
| Campeonato Mundial |                       |                   |                  |
| Año                | Lugar                 | Medalla           | Prueba           |
| 2020               | Altenberg (Alemania)  | Medalla de plata  | Doble            |
| 2020               | Altenberg (Alemania)  | Medalla de plata  | Cuádruple        |
| 2021               | Altenberg (Alemania)  | Medalla de bronce | Cuádruple        |
| Campeonato Europeo |                       |                   |                  |
| Año                | Lugar                 | Medalla           | Prueba           |
| 2020               | Winterberg (Alemania) | Medalla de oro    | Cuádruple        |